# Zbyszko Szmaj
Zbyszko Władysław Szmaj (ur. 12 czerwca 1935 w Zamościu, zm. 1 lutego 2021 we Wrocławiu) – polski samorządowiec, doktor nauk humanistycznych, wykładowca akademicki.

## Życiorys
Był synem Władysława i Feliksy. Przez większość kariery zawodowej związany był z oświatą. Od 1958 roku był nauczycielem, a od 1966 roku – dyrektorem Zespołu Szkół Zawodowych nr 1 w Ostrzeszowie. Jednocześnie studiował na Uniwersytecie Gdańskim, gdzie w 1982 roku uzyskał stopień doktora nauk humanistycznych o specjalności zarządzanie. Od 1999 roku był związany z Państwową Wyższą Szkołą Zawodową (później: Akademią Kaliską im. Prezydenta Stanisława Wojciechowskiego) w Kaliszu, gdzie wykładał na Wydziale Nauk Humanistycznych, pełniąc m.in. funkcję Prodziekana Wydziału, kierownika Ośrodka Badań Regionalnych oraz kierownika Zakładu Zarządzania Publicznego i Prawa. Wykładał również w Wyższej Szkole Humanistyczno-Ekonomicznej w Jarocinie.
W 1998 roku został radnym Rady Miejskiej w Ostrzeszowie, która to powołała go na urząd burmistrza Ostrzeszowa w latach 1998–2002. Następnie, w latach 2002–2006 był radnym Sejmiku Województwa Wielkopolskiego z ramienia SLD, gdzie m.in. przewodniczył Komisji Statutowej.
Jako działacz społeczny był prezesem Stowarzyszenia „Bezpieczny powiat” oraz Międzyszkolnego Klubu Strzelectwa Sportowego „LOK-Baszta” w Ostrzeszowie.
Pochowany został na cmentarzu parafialnym w Ostrzeszowie.

## Odznaczenia
- Krzyż Kawalerski Orderu Odrodzenia Polski
- Złoty Medal za Długoletnią Służbę (2010)
- Złoty Medal „Za Zasługi dla Pożarnictwa”
- Złoty Medal „Za Zasługi dla Ligi Obrony Kraju”
- Srebrny Medal „Za zasługi dla obronności kraju”
- Odznaka „Za Zasługi dla Związku Kombatantów RP i Byłych Więźniów Politycznych”
- Odznaczenie łowieckie „Złom”
- Odznaka honorowa „Za zasługi dla województwa wielkopolskiego”
- Medal „Za zasługi dla Miasta i Gminy Ostrzeszów”
- Medal „Zasłużony dla Państwowej Wyższej Szkoły Zawodowej im. Prezydenta Stanisława Wojciechowskiego w Kaliszu” (2019)
- Tytuł Honorowy TPZO „Przyjaciel Ziemi Ostrzeszowskiej”,